# Estoril Open 2011
Estoril Open 2011 — тенісний турнір, що проходив на відкритих кортах з ґрунтовим покриттям. Це був 22-й за ліком Estoril Open серед чоловіків і 15-й - серед жінок. Належав до категорії 250 у рамках Туру ATP 2011, а також категорії International у рамках Туру WTA 2011. І чоловічі, і жіночі змагання відбулись на Національному стадіоні в Оейраші (Португалія). Тривав з 23 квітня до 1 травня 2011 року.

## Учасники

### Сіяні учасники
| Країна    | Гравець                | Рейтинг1 | Сіяний |
| --------- | ---------------------- | -------- | ------ |
| Швеція    | Робін Содерлінг        | 5        | 1      |
| Іспанія   | Фернандо Вердаско      | 12       | 2      |
| Франція   | Жо-Вілфрід Тсонга      | 18       | 3      |
| Франція   | Жиль Сімон             | 22       | 4      |
| Канада    | Мілош Раоніч           | 28       | 5      |
| Бразилія  | Томас Беллуччі         | 32       | 6      |
| ПАР       | Кевін Андерсон         | 35       | 7      |
| Аргентина | Хуан Мартін дель Потро | 46       | 8      |

- Рейтинг подано станом на 18 квітня 2011.

### Інші учасники
Нижче наведено учасників, які отримали вайлд-кард на участь в основній сітці:
- Гаштан Еліаш
- Жуан Соуза
- Жо-Вілфрід Тсонга

Нижче наведено гравців, які пробились в основну сітку через стадію кваліфікації:
- Флавіо Чіполла
- Фредерік Нільсен
- Едуар Роже-Васслен
- Педро Соуза

## Учасниці

### Сіяні учасниці
| Країна    | Гравчиня            | Рейтинг1 | Сіяна |
| --------- | ------------------- | -------- | ----- |
| Росія     | Аліса Клейбанова    | 25       | 1     |
| Австралія | Ярміла Ґайдошова    | 30       | 2     |
| Чехія     | Клара Закопалова    | 35       | 3     |
| Латвія    | Анастасія Севастова | 38       | 4     |
| США       | Бетані Маттек-Сендс | 41       | 5     |
| Росія     | Олена Весніна       | 45       | 6     |
| КНР       | Чжен Цзє            | 51       | 7     |
| Угорщина  | Грета Арн           | 52       | 8     |

- Рейтинг подано станом на 18 квітня 2011.

### Інші учасниці
Нижче наведено учасниць, які отримали вайлд-кард на участь в основній сітці:
- Maria João Köhler
- Магалі де Латтре
- Барбара Луш

Нижче наведено гравчинь, які пробились в основну сітку через стадію кваліфікації:
- Беатріс Гарсія-Відагані
- Таміра Пашек
- Слоун Стівенс
- Анастасія Єкімова

## Фінальна частина

### Чоловіки. Одиночний розряд
Хуан Мартін дель Потро —  Фернандо Вердаско, 6–2, 6–2
- Для Дель Потро це був 2-й титул за сезон і 9-й - за кар'єру.

### Одиночний розряд. Жінки
Анабель Медіна Гаррігес —  Крістіна Барруа, 6–1, 6–2.
- Для Медіни Гаррігес це був 1-й титул за рік і 10-й — за кар'єру.

### Парний розряд. Чоловіки
Ерік Буторак /  Жан-Жульєн Роєр —  Марк Лопес /  Давід Марреро, 6–3, 6–4.

### Парний розряд. Жінки
Аліса Клейбанова /  Галина Воскобоєва —  Елені Даніліду /  Міхаелла Крайчек, 6–4, 6–2.